# Ndonga Linena

Wahlkreiskarte von Ndonga Linena

Ndonga Linena, selten auch Ndonga-Linena, ist eine Ansiedlung und Verwaltungssitz des gleichnamigen Wahlkreises in der Region Kavango-Ost im Nordosten Namibias. Sie liegt knapp 80 Kilometer östlich der Regionalhauptstadt Rundu am Okavango, im Norden des Wahlkreises.
Die Ansiedlung soll, dem Wunsch des Wahlkreisleiters nach, den Status einer Siedlung erhalten (Stand 2017).